# Vaskapu Natúrpark
A Vaskapu Natúrpark (románul Parcul Natural Porțile de Fier) IUCN V-ös besorolású védett terület Romániában a Vaskapu-szorosnál, Krassó-Szörény megye és Mehedinți megye területén.

## Fekvése

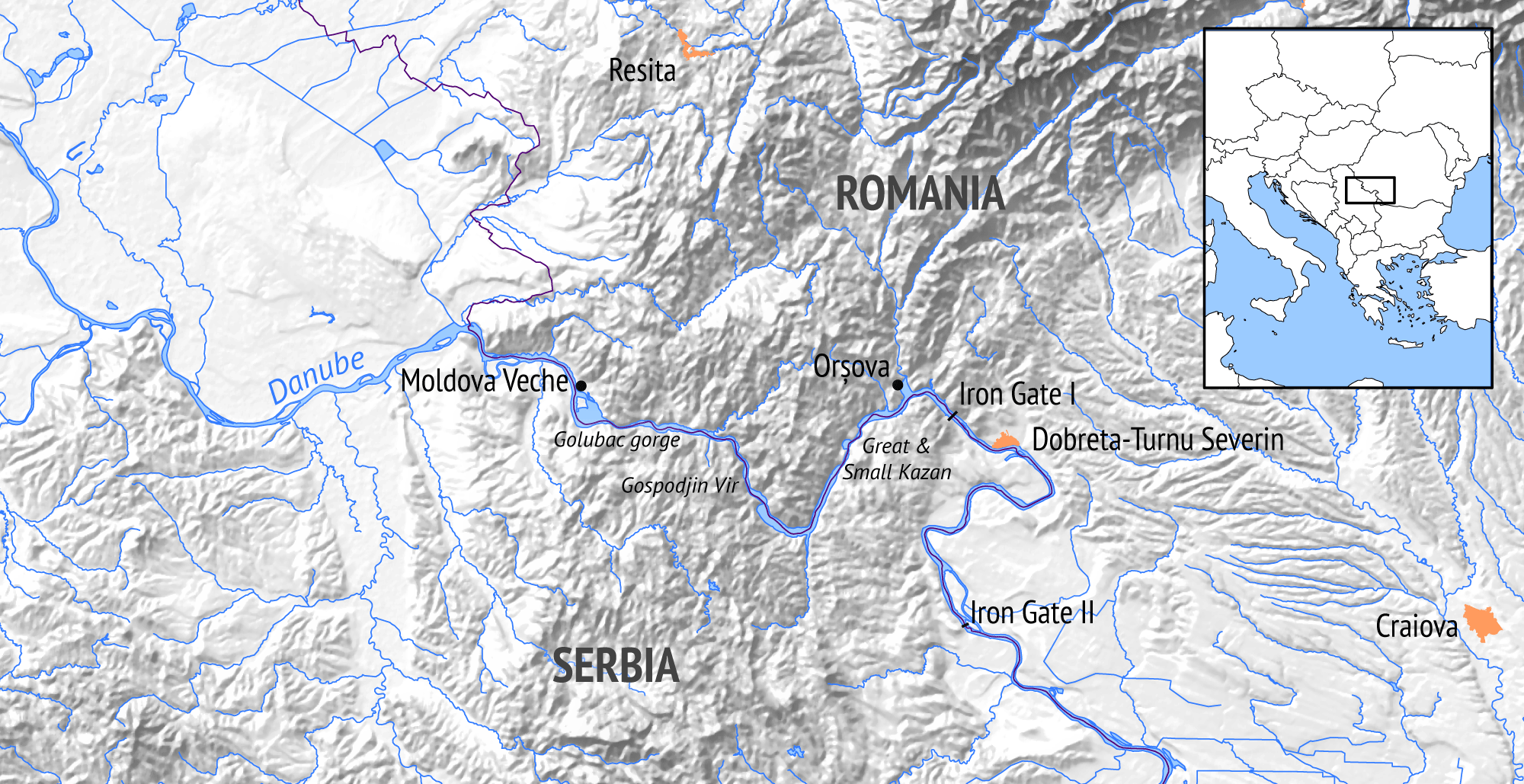
A Vaskapu-szoros vidéke

A Natúrpark Báziás (Nérasolymos község) és Gura Văii (Szörényvár) települések közti területen helyezkedik el az Al-Duna szurdokvölgyének bal oldalán mintegy 135 km-es szakaszon illetve a Lokva-hegység, az Almás-hegység és az Orsovai-hegység déli részein. Nyugaton a Néra-folyó torkolata, keleten a Vaskapu I. vízerőmű, délen a folyam vonulata, északon pedig a Bánsági-hegyvidék magaslatai (Tâlva Blidarului illetve a Nagy- és Kis-Szvinica csúcsok) illetve a Mehádiai-hegység határolják. Kiterjedése mintegy 115 655 ha. A Duna szemben fekvő, jobb oldali szakasza Szerbiában a Djerdap Nemzeti Park része mintegy 68 000 ha területen.

## Élővilága
A Natúrpark a Duna partvonalától a környékbeli hegycsúcsokig terjed ki, kiterjedésének 80%-a már az Almás- és a Lokva-hegységben található. Különleges elhelyezkedésének, változatos éghajlati hatásoknak és a Duna közelségének köszönhetően rendkívül sokszínű az élővilága. Mintegy 1668 magasabb rendű növényfajt és 5200 állatfajt tartanak nyilván a Natúrpark területén. A növényfajok jelentős többségében az északi flóraelemek a meghatározóak (ezen belül az atlanti-közép-európai, közép-európai, közép-európai-mediterrán, cirkumpoláris, eurázsiai, közép-európai-alpin és az alpin-balkáni flóraelemek). Kisebb részben a déli, paleotrópusi flóraelemek meghatározóak. Azonkívül fellelhetőek még sztyeppei és kozmopolita flóraelemek is. Növényvilágát endemikus növények teszik még értékesebbé.

## Természetvédelmi területek

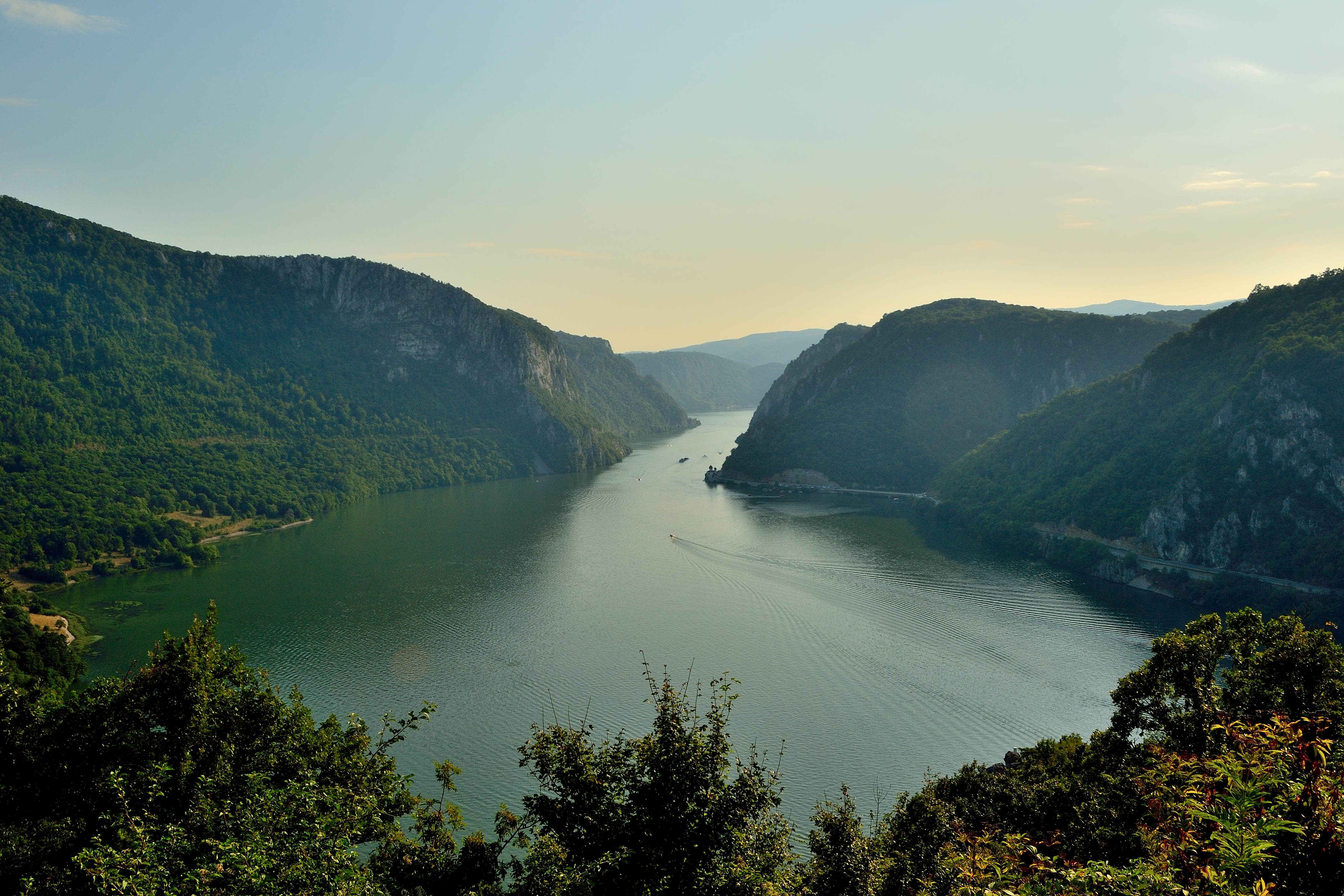
Kazán-szoros a Duna Szerbiai oldaláról nézve

A Natúrpark területén 18 országos jelentőségű természeti rezervátum található:
- Néra-tó – Duna természeti rezervátum (Balta Nera–Dunăre)
- Báziási természetvédelmi terület
- Calinovăț-sziget vizes élőhely rezervátum
- Divécs-völgyi szakadék (Râpa cu lăstuni)
- Divécs – Alsópozsgás természetvédelmi terület (Divici - Pojejena)
- Német-völgy természeti rezervátum (Valea Mare)
- Poleva vizesbarlang rezervátum
- Moldova-sziget vizes élőhely rezervátum (Ostrovul Moldova Veche)
- Sviniţa kövület-rezervátum
- Kazán-szoros rezervátumok
- Bahna kövület-rezervátum
- Duhovna-völgy
- Gura Văii – Vârciorova (Varcsaró)
- Faţa Virului
- Cracul Crucii
- Dealul Vărănic
- Valea Oglănicului
- Cracul Găioara

2007-ben a Natúrpark területével fedésben további két Natura 2000-es területet jelöltek ki: a Duna-folyása–Báziás–Vaskapu illetve az Almás-hegység–Lokva madárvédelmi területeket.

## Galéria

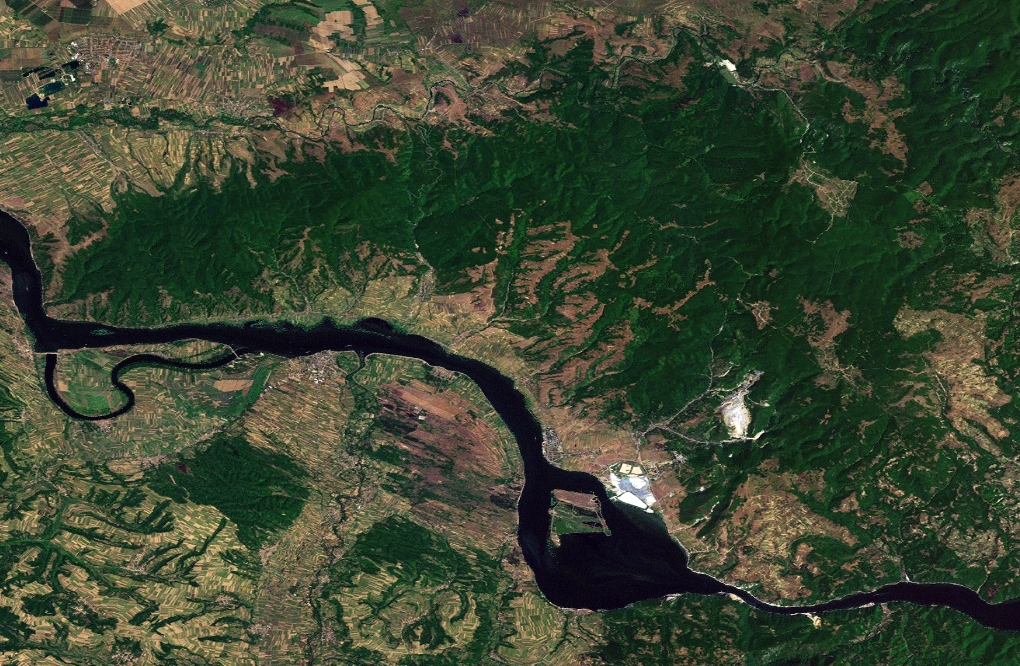
Lokva-hegység (műholdfelvétel)
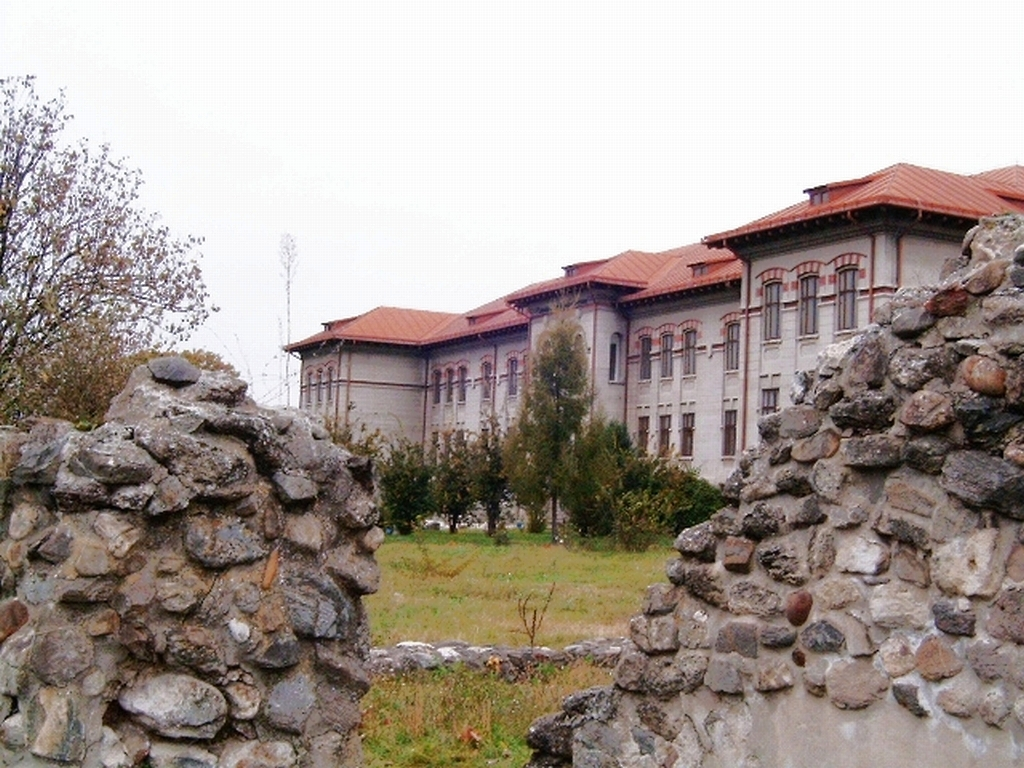
Vaskapu Múzeum és római erődítmény romok Szörényváron
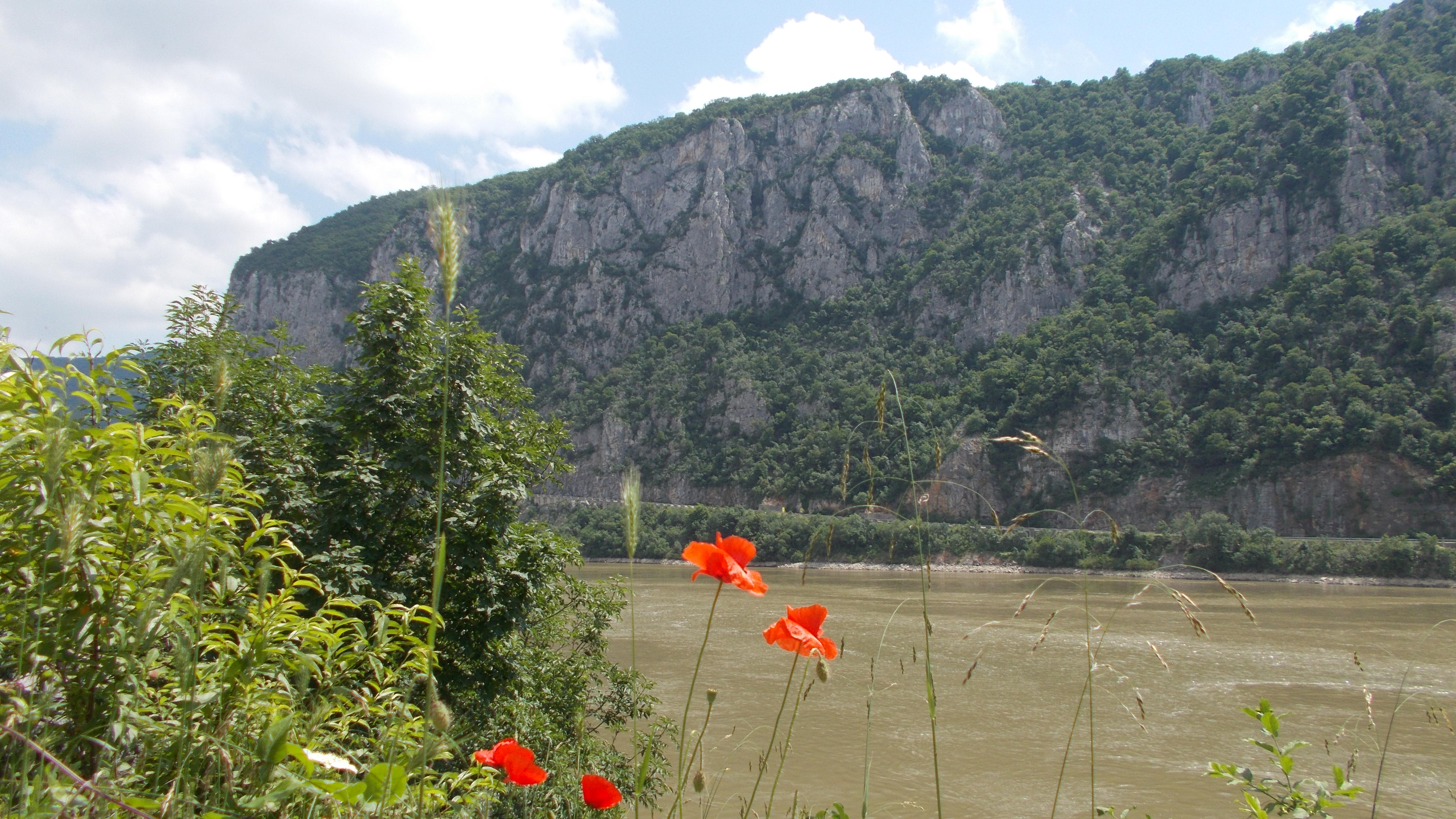
Sziklafal a Natúrparkban
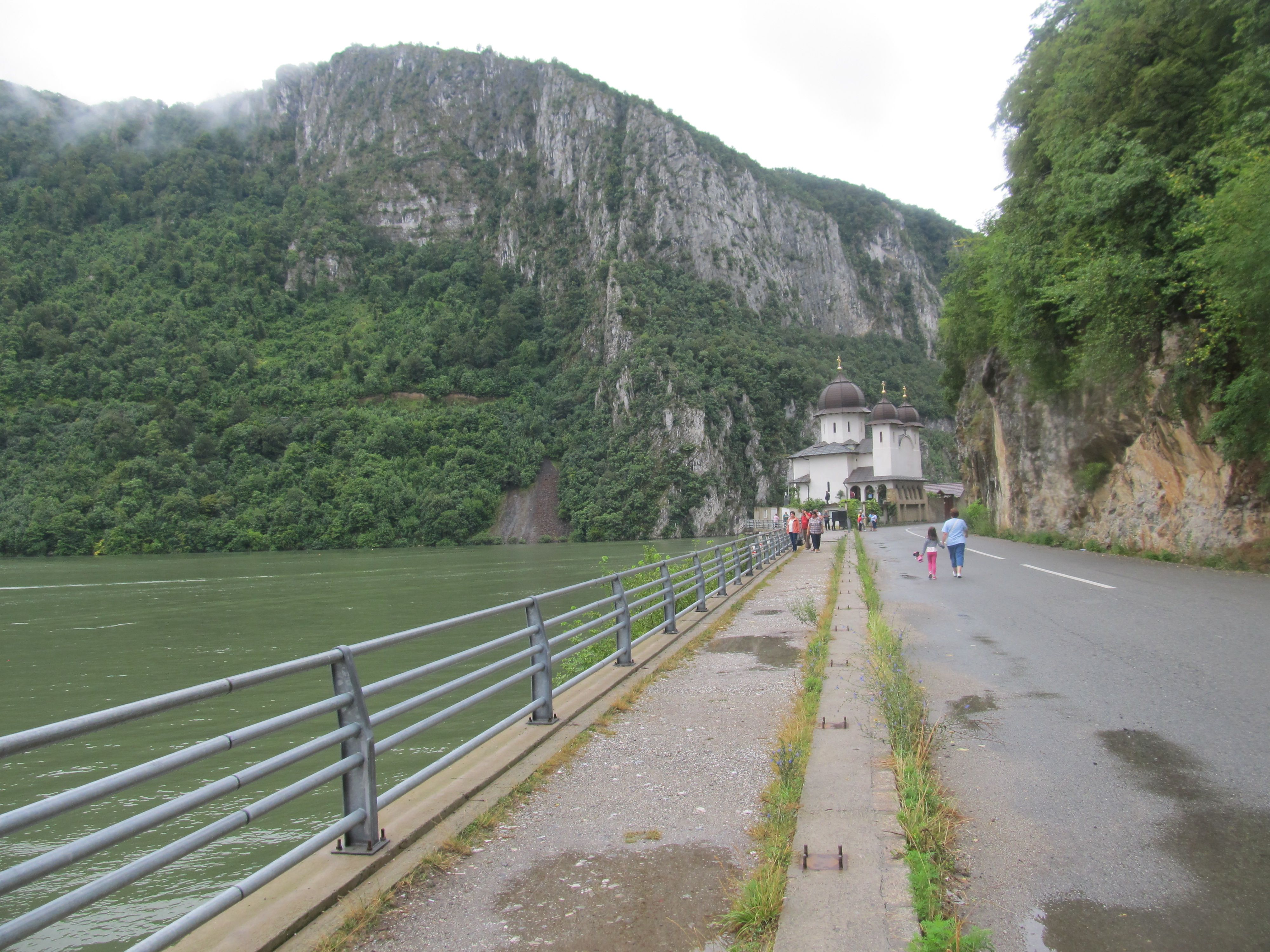
a Mraconia-kolostor környéke
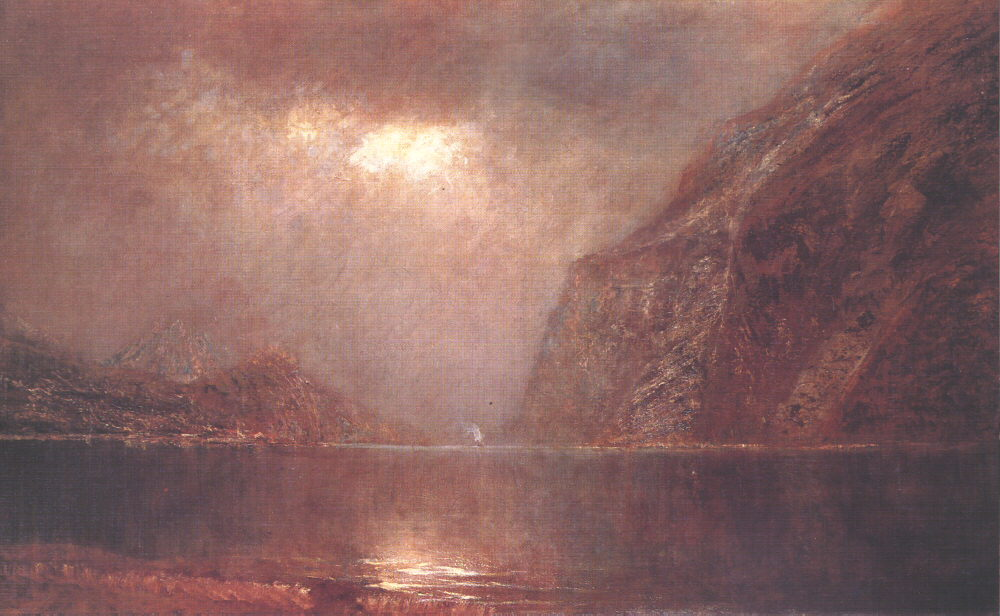
Vaskapu a Dunánál (Mednyánszky László festménye, 1890-95)
Korabeli térképvázlat a Kazán-szoros környékéről
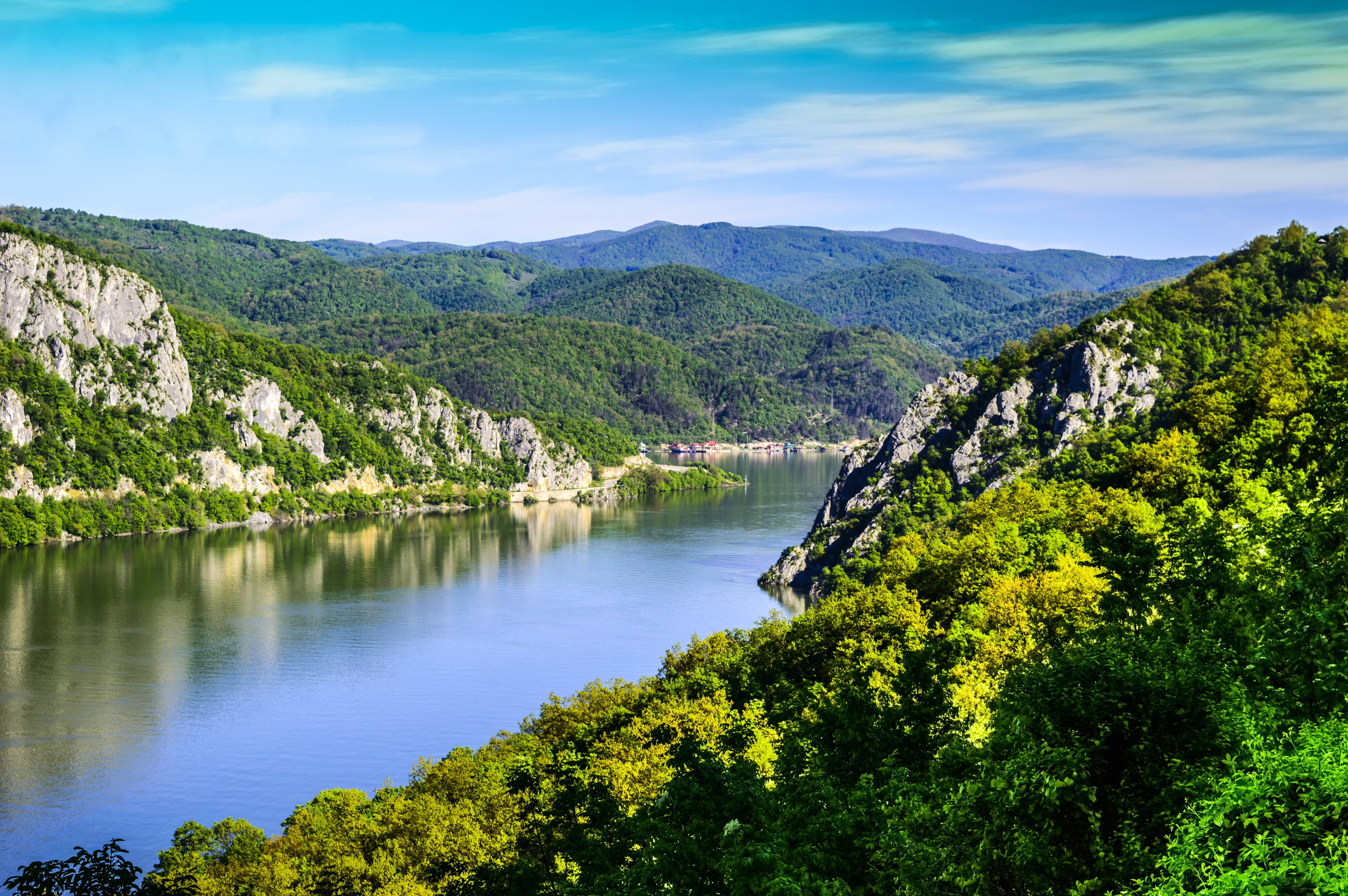
Áttekintés a Djerdap Nemzeti Parkra
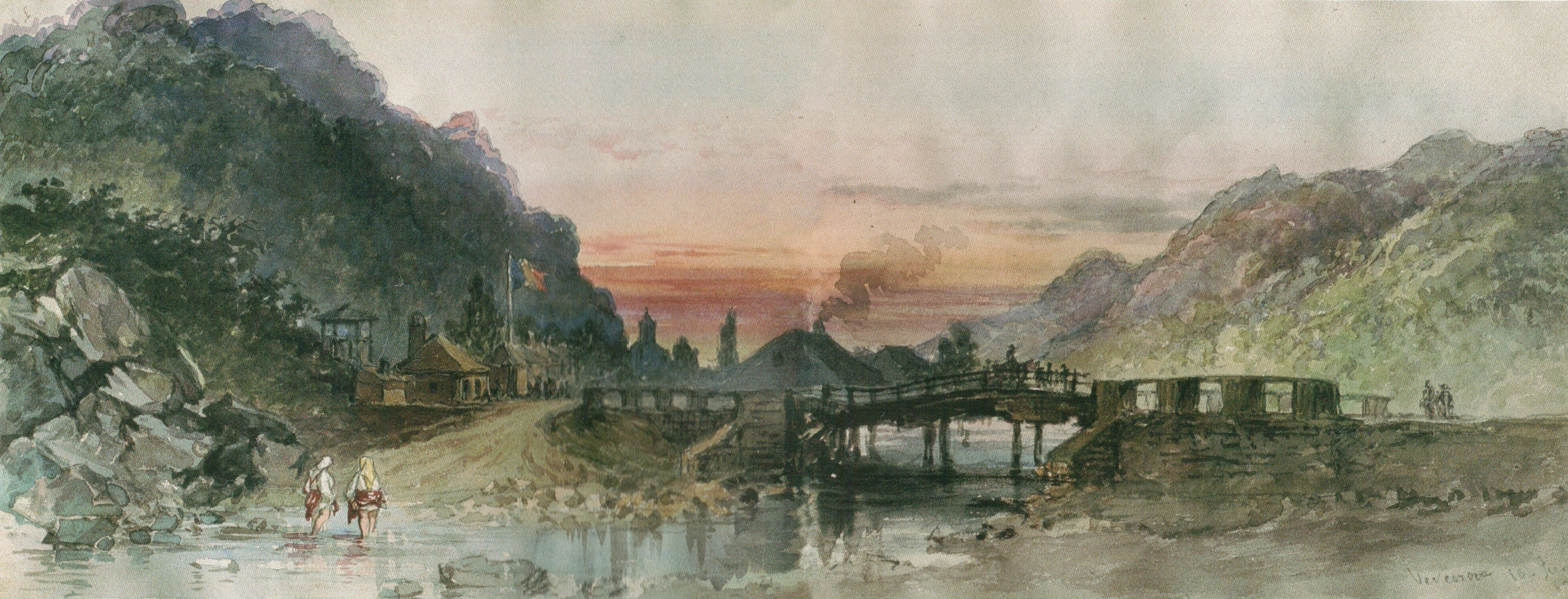
Varcsaró (Vârciorova) 1869